# خطر فیزیکی

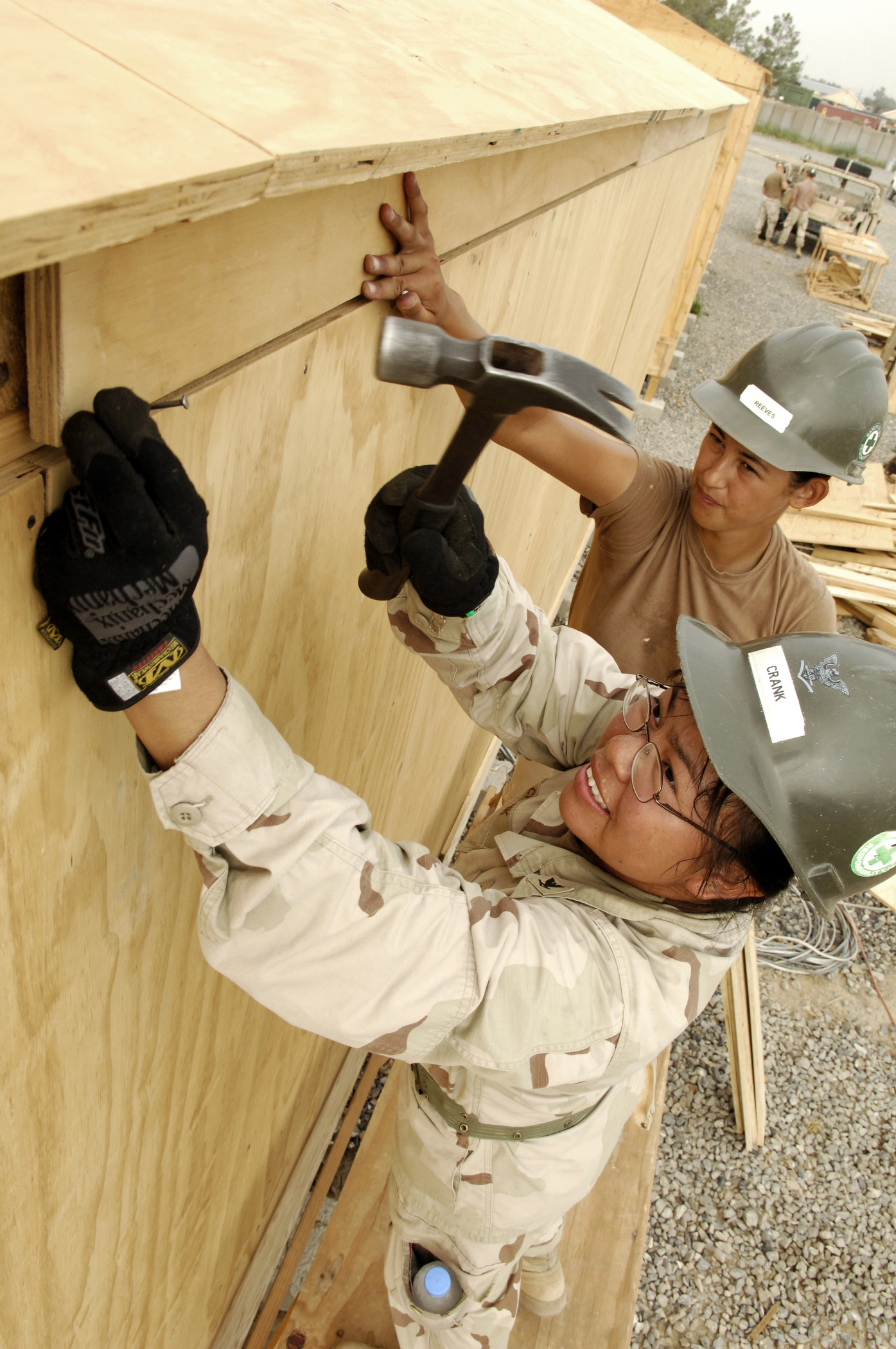
کلاه‌های سخت، نمونه‌ای از تجهیزات حفاظت فردی، می‌توانند در برابر خطرهای فیزیکی محافظت کنند

خطر فیزیکی عامل یا شرایطی است که می‌تواند در اثر برخورد سبب آسیب شود. آنها را می‌توان به عنوان نوعی خطر شغلی یا خطر محیطی طبقه‌بندی کرد. خطرهای فیزیکی شامل خطرهای ارگونومیک، تشعشع، تنش گرما و سرما، خطرهای لرزش و خطرهای صدا است. کنترل‌های مهندسی اغلب برای کاهش خطرهای فیزیکی به کار می‌رود.

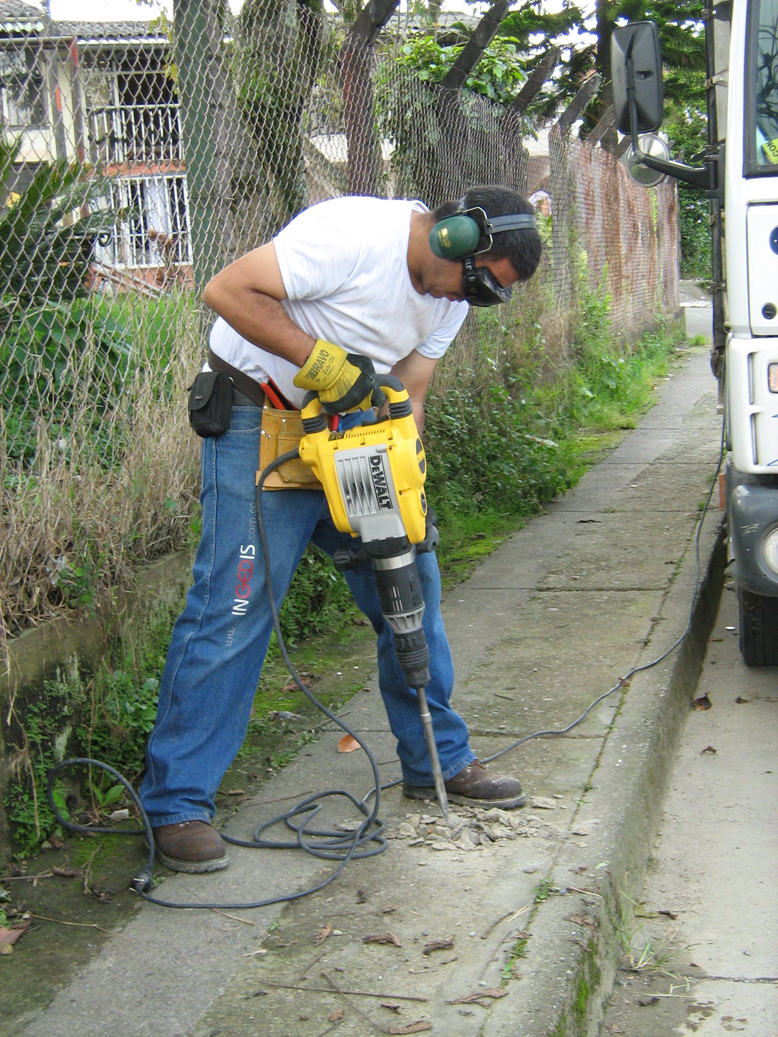
مردی که هنگام استفاده از چکش از گوش و چشم خود محافظت می‌کند